# نادي نيمبورك لكرة السلة
نادي نيمبورك لكرة السلة (بالتشيكية: ČEZ Basketball Nymburk)‏ هو فريق كرة سلة تشيكي للمحترفين تأسس في سنة 1930 يقع مقره في نيمبورك. ينافس في الدوري التشيكي الوطني لكرة السلة ودوري اتحاد في تي بي ودوري أبطال أوروبا لكرة السلة.

## الإنجازات
- الدوري التشيكي الوطني لكرة السلة: 13

2004، 2005، 2006، 2007، 2008، 2009، 2010، 2011، 2012، 2013، 2014، 2015، 2015–16
- كأس التشيك لكرة السلة: 11

2004، 2005، 2007، 2008، 2009، 2010، 2011، 2012، 2013، 2014، 2015

## أبرز اللاعبين
من أبرز اللاعبين الذين لعبوا معه:
- بليك شيلب
- جورج زيديك
- جينتاراس إنيكيس
- غييرمو دياز
- موريس ويتفيلد
- مايكل ميكس
- داريوس واشنطن جونيور

## وصلات خارجية
- الموقع الرسمي